# Cuadrado alfamágico
Los cuadrados alfamágicos son un tipo de cuadrados mágicos en los que los números se escriben por su nombre (con caracteres alfabéticos) y la cantidad de letras de cada valor a su vez compone también un cuadrado mágico. Se considera que fueron inventados en 1986 por Lee Sallows, un ingeniero británico aficionado a las matemáticas recreativas. Por razones evidentes, los cuadrados alfamágicos dependen de la lengua en la que son construidos y su normativa ortográfica vigente. 
En español un ejemplo de cuadrado alfamágico de orden 3 sería:
| ciento veintiuno        | ciento cincuenta y cinco | noventa y tres         |
| noventa y cinco         | ciento veintitrés        | ciento cincuenta y uno |
| ciento cincuenta y tres | noventa y uno            | ciento veinticinco     |

Si se convierten los nombres en números de cifras arábigas se comprueba que es un cuadrado mágico con constante mágica  = 369:
| 121 | 155 | 93  |
| 95  | 123 | 151 |
| 153 | 91  | 125 |

Y si se cuenta la cantidad de letras de cada número en el cuadrado alfamágico se obtiene un cuadrado mágico con constante mágica = 48:
| 15 | 21 | 12 |
| 13 | 16 | 19 |
| 20 | 11 | 17 |

## Método de construcción
La construcción de cuadrados alfamágicos de orden 3 se basa en la obtención de ternas de números que estén en progresión aritmética tanto en su forma escrita (caracteres alfabéticos) como en su forma numérica (cifras arábigas).
Logrado este punto basta distribuir dichas ternas en un cuadrado mágico elemental de 3x3 sustituyendo en orden los valores 1, 2 y 3 por los números de la primera terna; los valores 4, 5 y 6 por los de la segunda terna y los valores 7, 8 y 9 por los de la tercera terna.
En el ejemplo de cuadrado alfamágico anterior las ternas son: 91, 93, 95; 121, 123, 125; 151, 153, 155. Los números de cada terna se incrementan en 2 unidades de forma regular. Del mismo modo, el número de letras crece también de forma regular en cada terna, aumentando en 1 unidad cada vez, siendo respectivamente: 11, 12, 13; 15, 16, 17; y 19, 20, 21. 
Al proceder con la sustitución de valores en un cuadrado mágico elemental de 3x3 (valores entre corchetes) se obtiene el cuadrado alfamágico:
| 121 [4] | 155 [9] | 93 [2]  |
| 95 [3]  | 123 [5] | 151 [7] |
| 153 [8] | 91 [1]  | 125 [6] |

De forma genérica se puede construir un cuadrado alfamágico en español aprovechando que el número 1.000 (mil) tiene 3 letras y 2.000 (dos mil) tiene 6, y por tanto están en progresión aritmética tanto en cifras arábigas (sumando de mil en mil) como en número de letras (sumando de 3 en 3).
Tomando una terna cualquiera de números inferiores a mil que esté en progresión aritmética en la suma numérica y en la suma de su número de letras (supuesta x, y, z) se puede construir directamente un cuadrado alfamágico sustituyendo en el cuadrado siguiente:
| 1.000 + x | 2.000 + z | y         |
| z         | 1.000 + y | 2.000 + x |
| 2.000 + y | x         | 1.000 + z |

Utilizando cualquiera de las ternas del primer ejemplo se podría construir un nuevo cuadrado alfamágico. Tomando la primera terna:
- x = 91; teniendo “noventa y uno” 11 letras.
- y = 93; teniendo “noventa y tres” 12 letras.
- z = 95; teniendo “noventa y cinco” 13 letras.

Se obtiene un cuadrado mágico con constante mágica = 3.279:
| 1.000 + 91 | 2.000 + 95 | 93         |
| 95         | 1.000 + 93 | 2.000 + 91 |
| 2.000 + 93 | 91         | 1.000 + 95 |

Escritos sus números con caracteres alfabéticos se obtiene el cuadrado alfamágico:
| mil noventa y uno      | dos mil noventa y cinco | noventa y tres        |
| noventa y cinco        | mil noventa y tres      | dos mil noventa y uno |
| dos mil noventa y tres | noventa y uno           | mil noventa y cinco   |

Cuyo cuadrado mágico resultante de sumar la cantidad de letras de cada valor tiene una constante mágica = 45:
| 14 | 19 | 12 |
| 13 | 15 | 17 |
| 18 | 11 | 16 |